# Karl Pärsimägi
Karl Pärsimägi (né le 11 mai 1902 à Oe, paroisse d'Antsla, Võrumaa, Estonie – mort le 27 juillet 1942 à Auschwitz) est un peintre estonien. Surnommé le « Matisse estonien », il fut l'un des premiers élèves de l'école d'art Pallas de Tartu, ouverte en 1919. Installé à Paris en 1937, il fut arrêté en 1941 et déporté à Auschwitz où il mourut en 1942.

## Biographie
Karl Pärsimägi est né dans le sud-est de l'Estonie, d'une famille de riches paysans. En 1919, à 17 ans, il participa à la guerre d'indépendance estonienne et fut décoré.
Puis, contre la volonté paternelle, il entre à l'école d'art Pallas de Tartu, qui venait d'ouvrir, à l'initiative de Konrad Mägi, qui fut l'un des maîtres de Pärsimägi, qui fréquenta l'école entre 1919 et 1926, puis entre 1932 et 1935.
Influencé par les courants artistiques postimpressionnistes et par l'art traditionnel estonien, il développa un style personnel, utilisant des aplats de couleurs pures et contrastées pour brosser des portraits, des intérieurs et des paysages sans souci de la perspective. Ce style évoque celui de Matisse.
En 1923, Karl Pärsimägi présenta sa première exposition et fit un voyage d'étude en Allemagne. En 1937, il quitta l'Estonie pour s'installer à Paris, avec le soutien financier de son père, qui avait finalement accepté la carrière artistique de son fils. À Paris, il étudia à l'Académie Colarossi.
Lors du déclenchement de la Seconde Guerre mondiale, il choisit de rester en France, contrairement à d'autres peintres baltes installés à Paris. Il fut arrêté en 1941, interné à Drancy puis déporté à Auschwitz. Il existe plusieurs hypothèses quant aux motifs de son arrestation ; outre le fait qu'il était étranger, il a pu être arrêté pour faits de résistance ou pour avoir aidé une amie ou un ami juif.
Il fut exécuté à Auschwitz le 27 juillet 1942, pris pour un juif.

## Œuvres

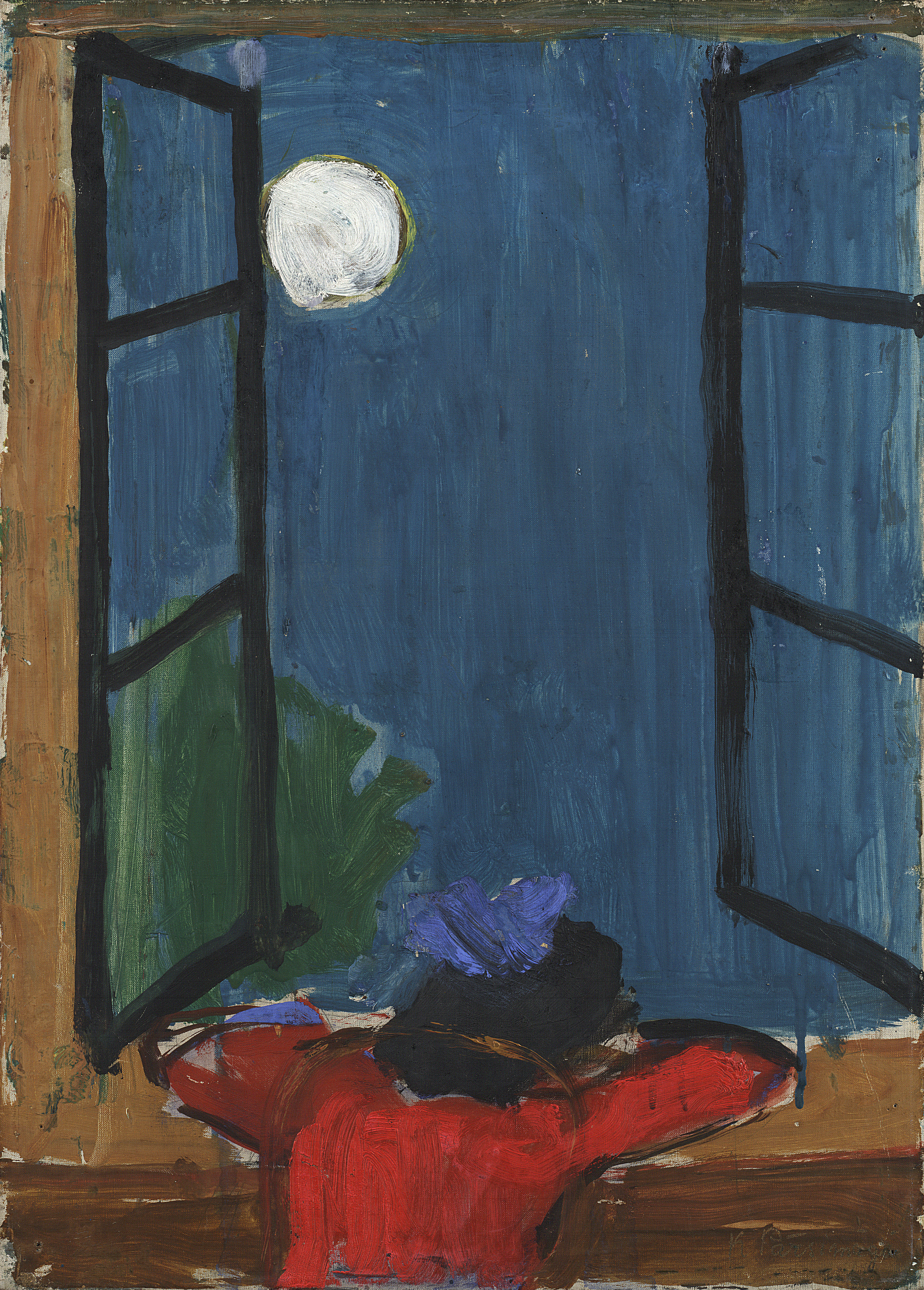
Jeune fille à la fenêtre.
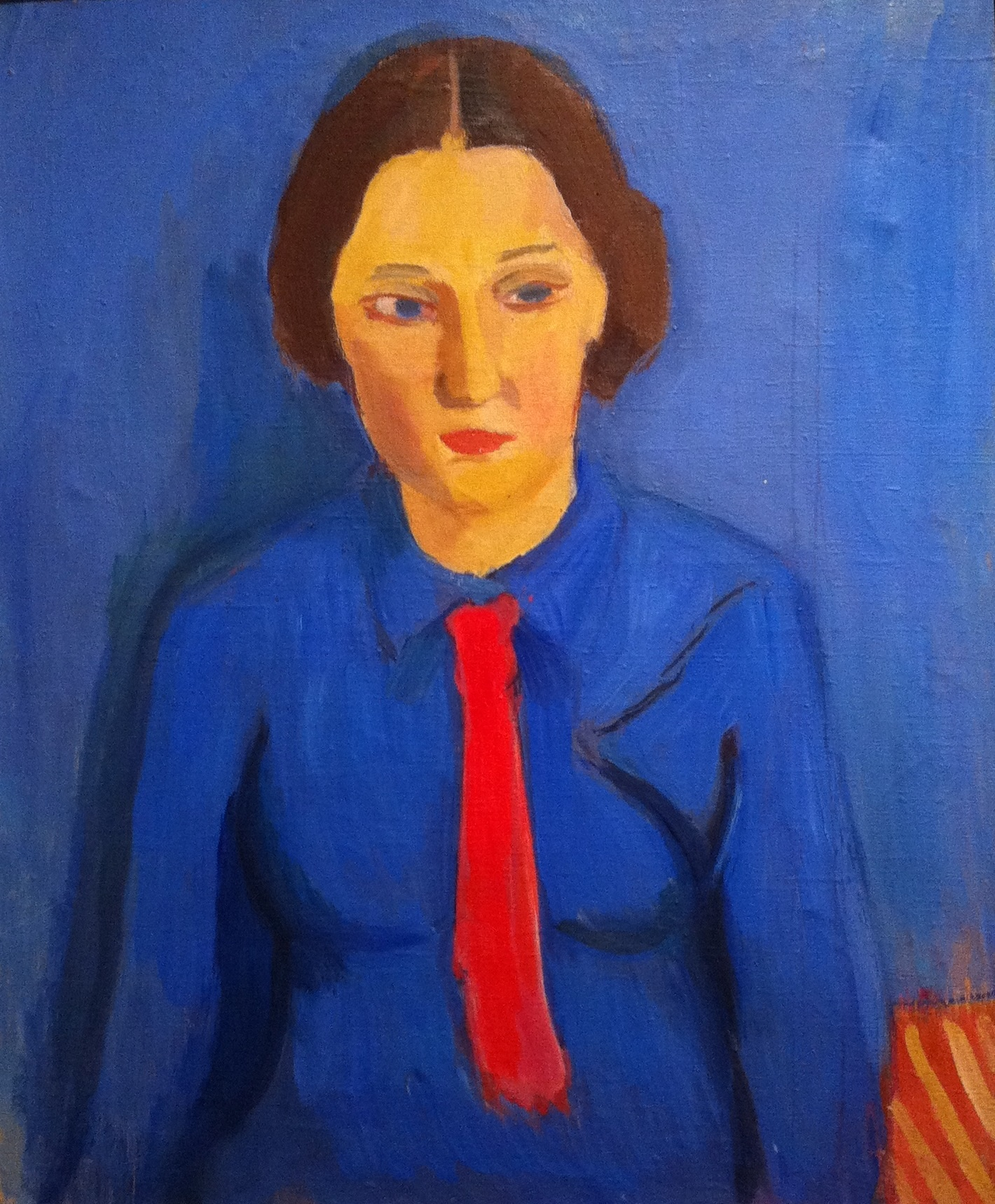
Portrait de femme.
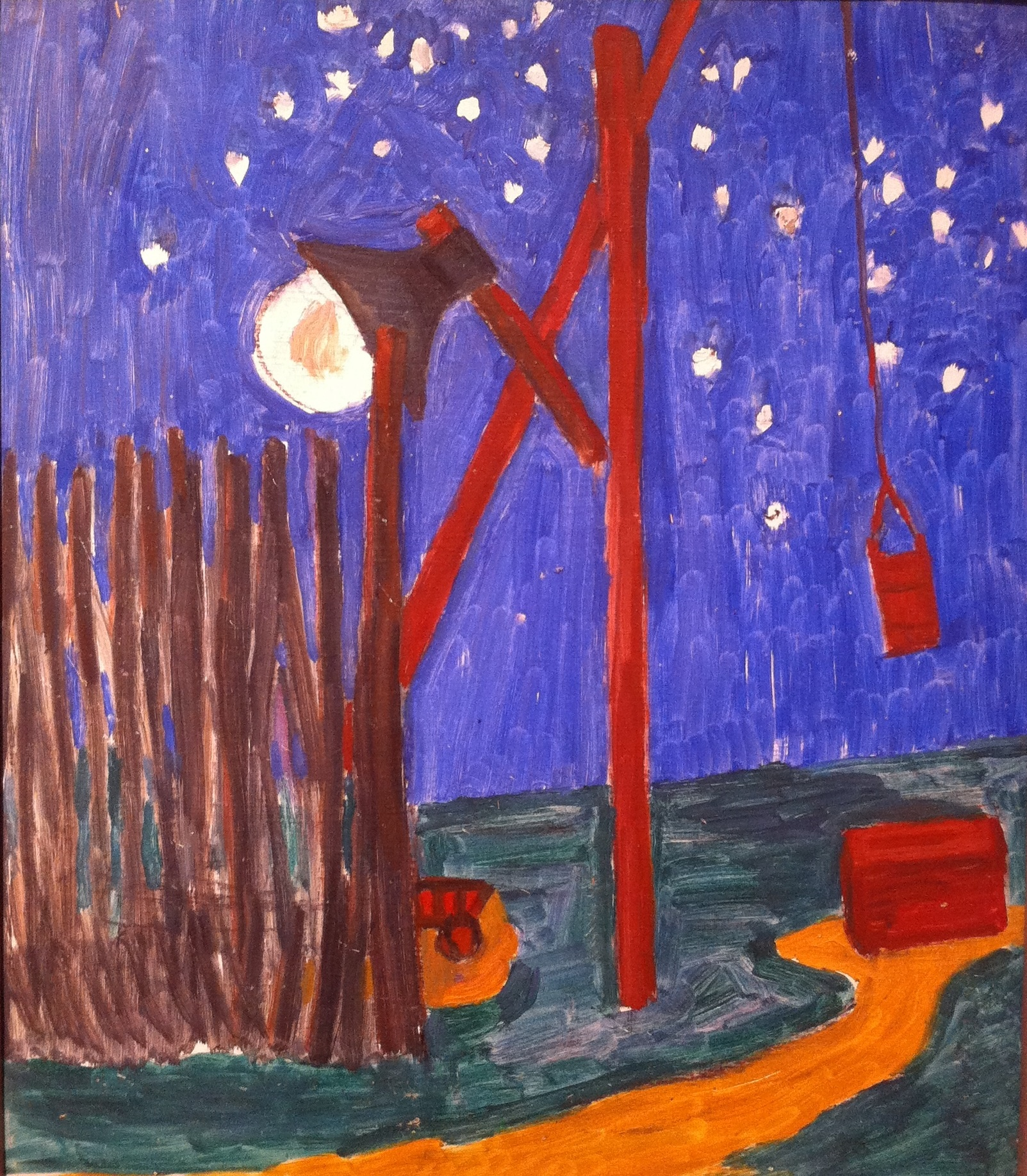
Une hache dans la lune.
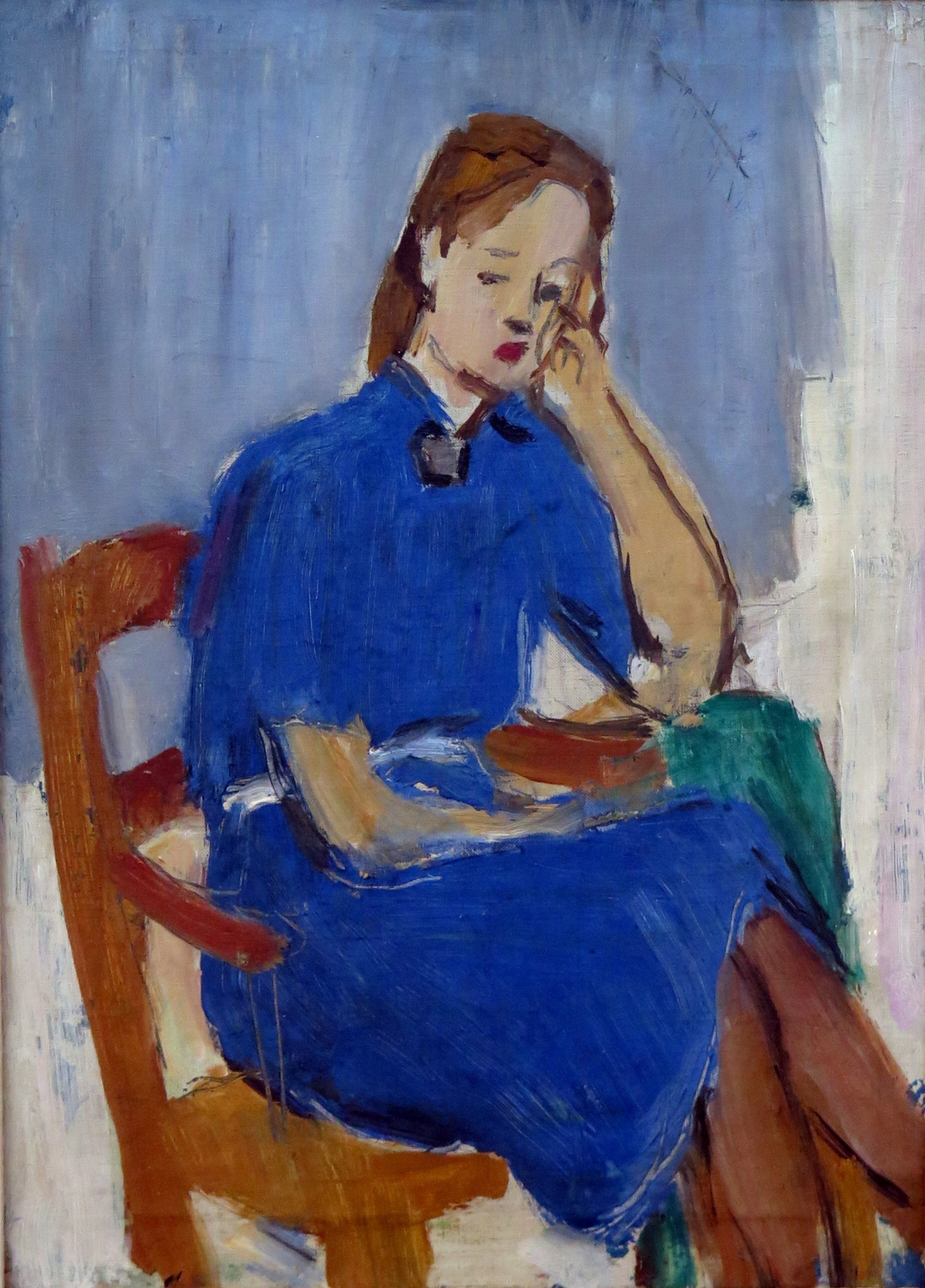
Femme lisant.
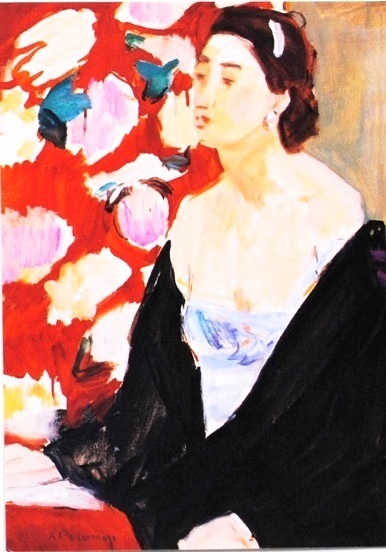
Femme japonaise.
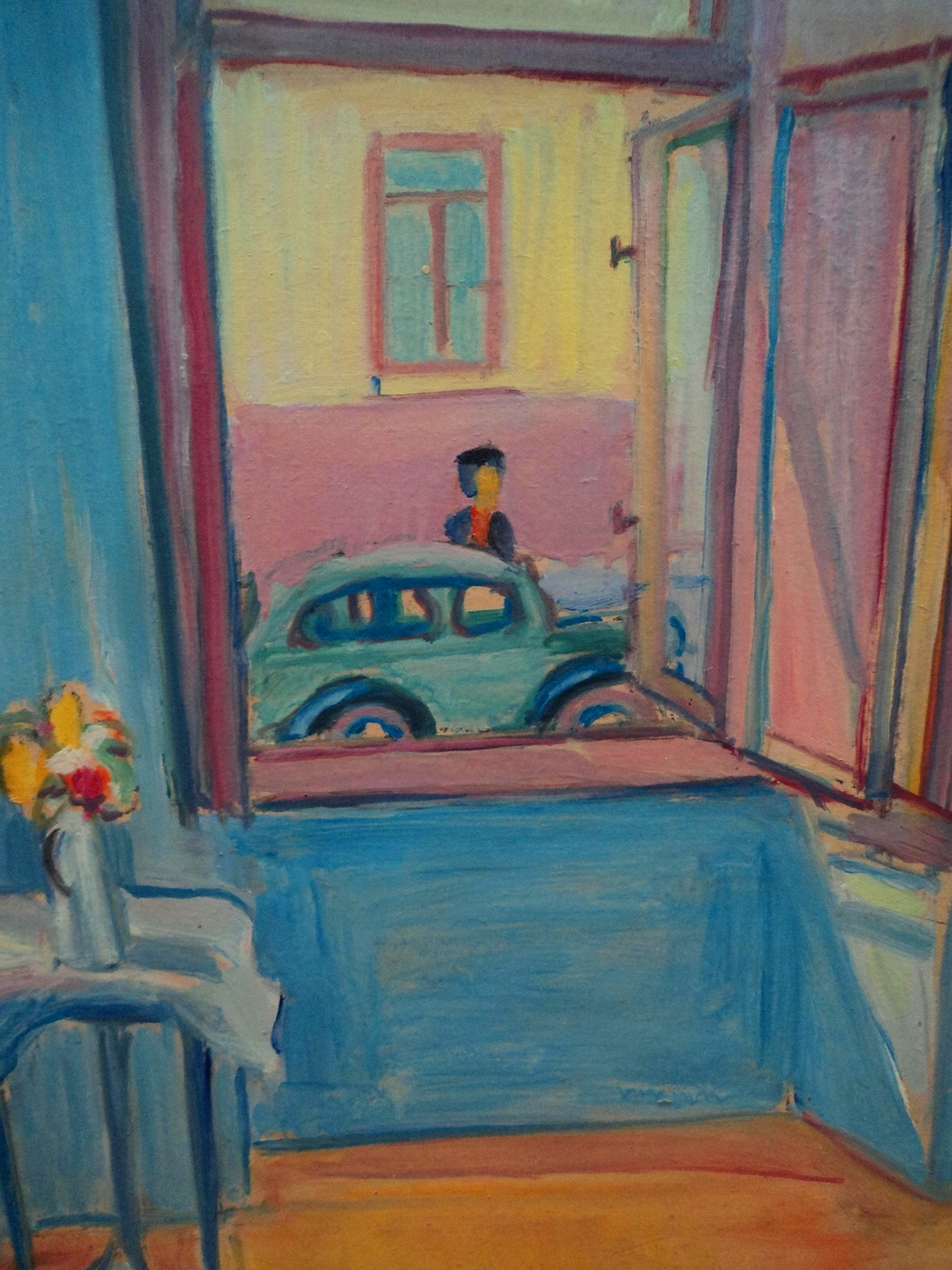
Intérieur.
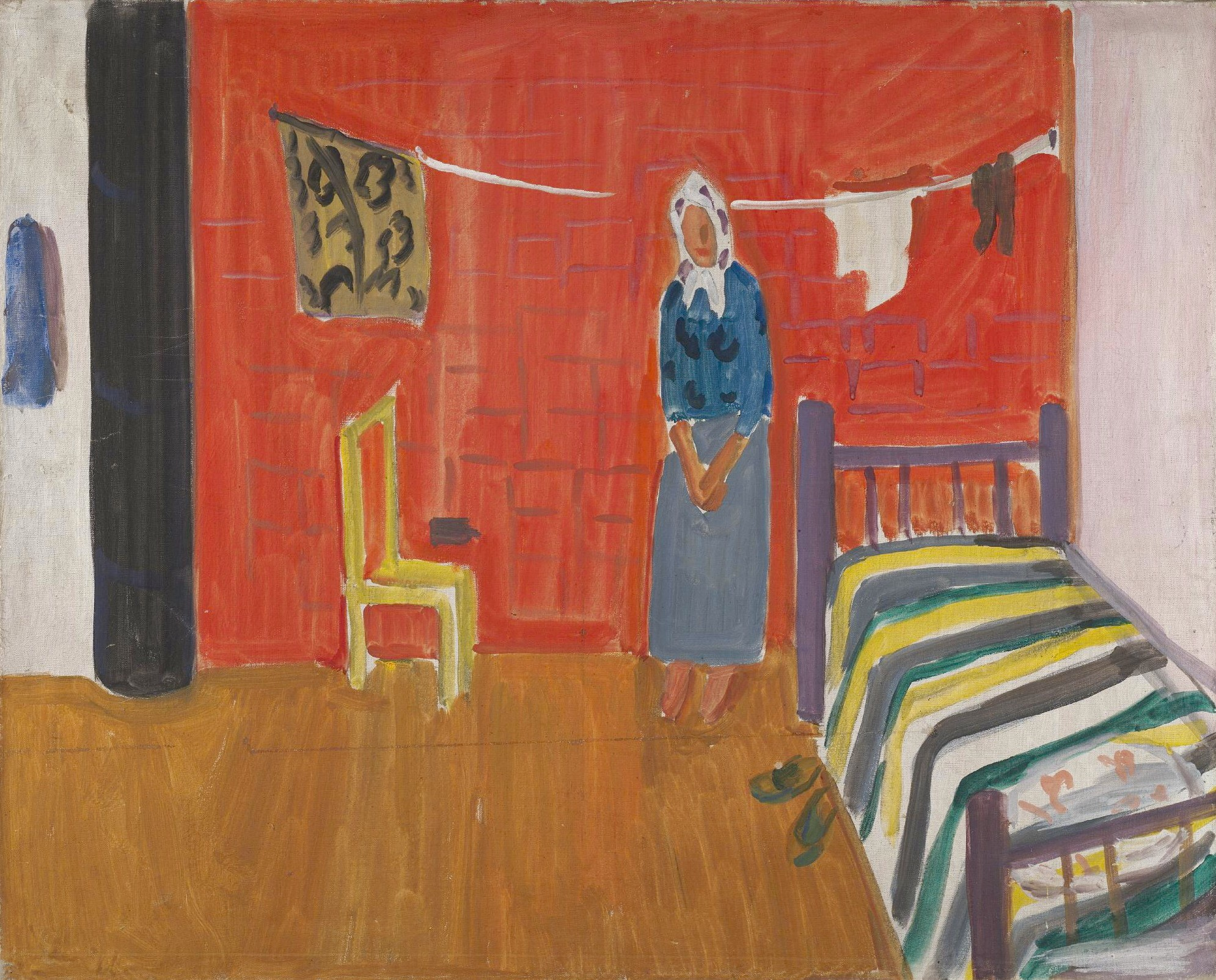
Chambre dans une ferme.
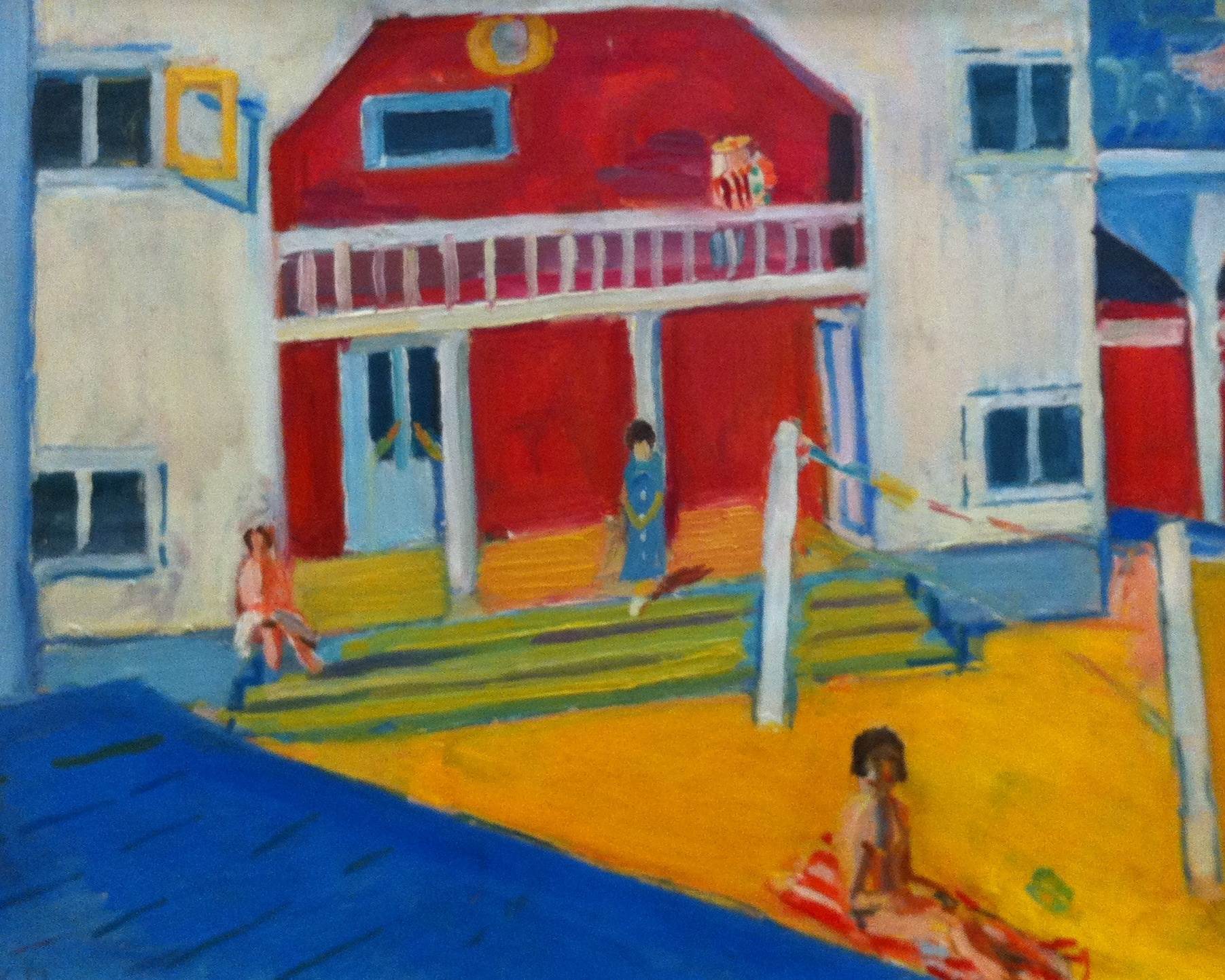
Dans le parc.
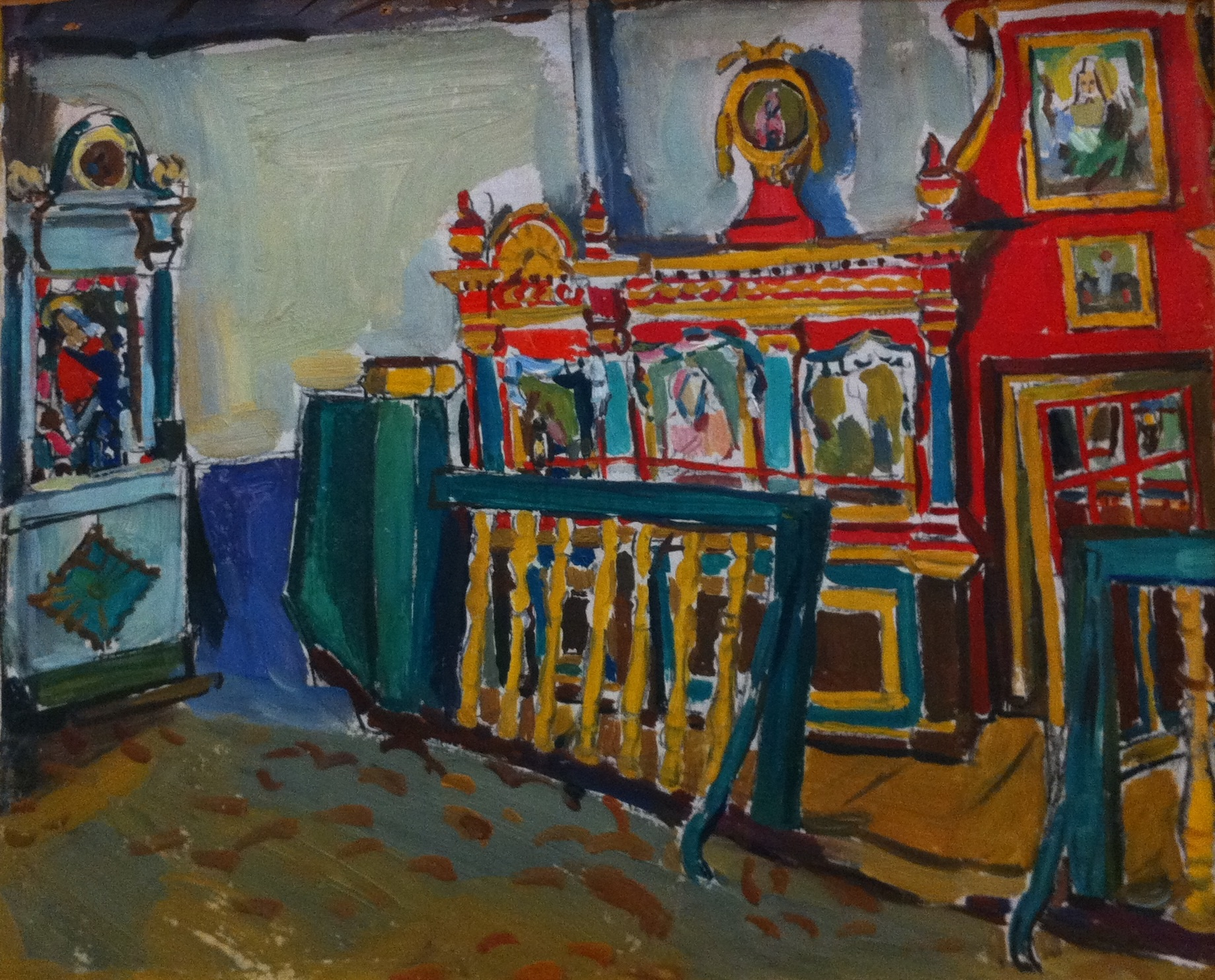
Intérieur.
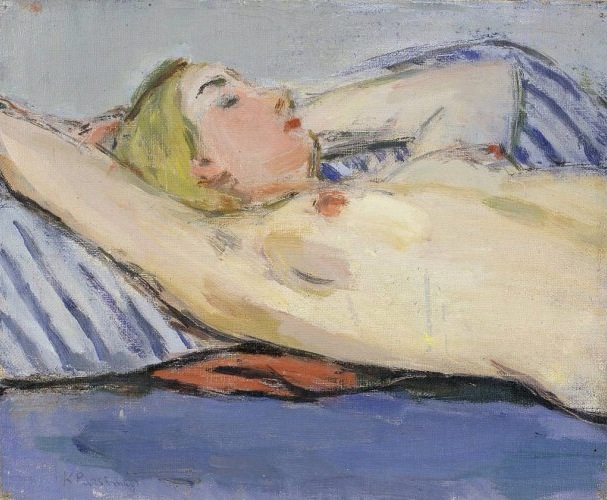
Nu.